# Toppspel
Toppspel är en mycket gammal leksak bestående av en "topp", vanligen lik den leksak som annars kallas snurra och en "piska", med vilken man piskar toppen för att få den satt snurra.

En topp med tillhörande piska avbildads redan på en grekisk vas från 200-talet före kristus, där Eros oroar barnen i deras lekar, förmenandes att de vuxit ifrån dem. Vad som antas vara en terrakottatopp från 2.000 f. Kr. har påträffats vid H. Schliemanns utgrävningar i Troja. Förkolnade trätoppar har även påträffats i Pompeji. I det antika Grekland kallades leken strombos och i det antika Rom turbo. Spelet beskrivs hos Platon, Aristofanes, Plinius den äldre, Persius, Vergilius, Ovidius med flera. I Aeneiden beskrivs att "med stum förundran betraktar hela den oförståndiga skaran den svarvade löparen, som med fördubblade slag fortskyndas". En toppspelare avbildas även på Pieter Breugels den äldres målning av barnlekar från 1560. I tysk medeltidslitteratur kallas spelet vanligen Topf. Namnet har senare ersatts av det vidare begreppet Kreisel. På engelska kallas spelet top eller whipping top, ett namn som är belagt sedan 1300-talet. I Tyskland och Frankrike är spelet känt sedan 1200-talet.
Spelet förekommer även i andra delar av välden, bland annat i Japan, där det kallas "tok-lok" eller "tolo". Forskare som G. Schegel, R. Andrée med flera gjorde gällande att toppspelet skrptt sig från Europa via Java till Japan med holländska köpmän. Noggrannare undersökningar tyder dock på att spelet uppkommit oberoende av varandra på en rad olika håll i världen och att spelet troligen är uppkommit i Japan oberoende av det europeiska toppspelet.
I Lund har toppspelet senare bilvit en del i toddydagsfirandet, se Toppspel i Lund